# Olympische Jugend-Sommerspiele 2018/Teilnehmer (Litauen)
| Gelbes Symbol für Goldmedaillen mit stilisierten Olympischen Ringen | Graues Symbol für Silbermedaillen mit stilisierten Olympischen Ringen | Braundes Symbol für Bronzemedaillen mit stilisierten Olympischen Ringen |
| ------------------------------------------------------------------- | --------------------------------------------------------------------- | ----------------------------------------------------------------------- |
| 1                                                                   | 1                                                                     | 1                                                                       |

Die niederländische Jugend-Olympiamannschaft für die III. Olympischen Jugend-Sommerspiele vom 6. bis 18. Oktober 2018 in Buenos Aires (Argentinien) bestand aus 15 Athleten.

## Athleten nach Sportarten

### Gewichtheben
Jungen
- Žilvinas Žilinskas
Klasse bis 77 kg: 7. Platz

### Moderner Fünfkampf
| Mädchen - Elzbieta Adomaitytė Einzel: 13. Platz | Jungen - Aivaras Kazlas Einzel: 13. Platz |

### Leichtathletik
Jungen
- Dovidas Petkevičius
110 m Hürden: 16. Platz
- Matas Makaravičius
Diskus: ohne gültigen Versuch
- Dominykas Čepys
Kugelstoßen: 11. Platz

### Rudern
Mädchen
- Vytautė Urbonaitė
- Kamilė Kralikaitė
Zweier: 6. Platz

### Schießen
Mädchen
- Greta Rankelytė
10 m Luftgewehr: 8. Platz

### Schwimmen
| Mädchen - Agnė Šeleikaitė 50 m Brust: Gold 100 m Brust: 7. Platz 200 m Brust: 22. Platz - Kotryna Teterevkova 50 m Brust: 14. Platz 100 m Brust: Bronze 200 m Brust: Silber | Jungen - Arijus Pavlidi 50 m Rücken: 15. Platz 200 m Rücken: 6. Platz - Alanas Tautkus 50 m Rücken: 19. Platz 100 m Rücken: 11. Platz 200 m Rücken: 18. Platz | Mixed - Alanas Tautkus - Kotryna Teterevkova - Agnė Šeleikaitė - Arijus Pavlidi 4 × 100 m Lagen: 18. Platz |

### Tischtennis
Jungen
- Medardas Stankevičius
Einzel: 25. Platz

### Turnen
Mädchen
- Eglė Stalinkevičiūtė
Mehrkampf: 16. Platz
Boden: 13. Platz
Schwebebalken: 28. Platz
Sprung: 15. Platz
Stufenbarren: 16. Platz